# …och de vita skuggorna i skogen
…och de vita skuggorna i skogen är en roman skriven 1984 av Maria Gripe. Detta är den andra boken ur Maria Gripes skuggserie. 

## Handling
Boken handlar om Carolin och Berta som tillsammans åker till det mystiska slottet Rosengåva för att vara sällskapsdamer åt tvillingarna Arild och Rosilda. 
Berta tycker först att det ska bli skönt att slippa allt hemlighetsmakeri. Men Rosengåva döljer sina egna hemligheter.

## Utmärkelser
Boken erhöll BMF:s barnboksplakett 1984.

## Böcker i serien
- 1982 Skuggan över stenbänken
- 1984 …och de vita skuggorna i skogen
- 1986 Skuggornas barn
- 1988 Skuggömman

## Filmatisering
Skuggserien har blivit filmad som Tv-serie under namnet Flickan vid stenbänken 1989, serien skildrar de tre första böckerna.